# Unbreakable (Primal Fear)
Unbreakable è il nono album in studio del gruppo musicale tedesco heavy/power metal Primal Fear, pubblicato nel 2011 dalla Frontiers Records.

## Tracce
1. Unbreakable part I – 1:37
2. Strike – 4:39
3. Give 'em Hell – 3:05
4. Bad Guys Wear Black – 3:31
5. And There Was Silence – 5:13
6. Metal Nation – 5:11
7. Where Angels Die – 8:09
8. Unbreakable part II – 6:05
9. Marching Again – 5:41
10. Born Again – 4:48
11. Blaze of Glory – 3:56
12. Conviction – 3:49
13. Night of The Jumps (Bonus Track) – 3:57
14. Born Again - acoustic version (Japanese Bonus) – 4:48

## Formazione
- Ralf Scheepers - voce
- Magnus Karlsson - chitarra
- Alex Beyrodt - chitarra
- Mat Sinner - basso, cori
- Randy Black - batteria